# Gardineria philippinensis
Gardineria philippinensis är en korallart som beskrevs av Stephen D. Cairns 1989. Gardineria philippinensis ingår i släktet Gardineria och familjen Gardineriidae. Inga underarter finns listade i Catalogue of Life.